# Il divo (filme)
Il Divo é um filme italiano de 2008, dirigido por Paolo Sorrentino.

## Sinopse
Filme biográfico do primeiro-ministro italiano Giulio Andreotti, um dos líderes da Democracia Cristã a partir de sua última eleição em 1992. Mostra possíveis ligações de Andreotti com assassinatos políticos, como o do jornalista Mino Pecorelli em 1979. Suas ligações com a máfia são reveladas por meio de depoimentos de diversos mafiosos arrependidos, como Tommaso Buscetta. Inclui inclusive o suposto encontro com o chefe Totò Riina.

## Elenco
- Toni Servillo — Giulio Andreotti
- Anna Bonaiuto — Livia
- Flavio Bucci — Franco Evangelisti
- Carlo Buccirosso — ministro Paolo Cirino Pomicino
- Massimo Popolizio — deputado Vittorio Sbardella
- Giorgio Colangeli — Salvo Lima
- Piera Degli Esposti — secretária
- Lorenzo Gioielli — Mino Pecorelli
- Giulio Bosetti — entrevistador
- Paolo Graziosi — Aldo Moro
- Gianfelice Imparato — ministro Vincenzo Scotti
- Aldo Ralli — Giuseppe Ciarrapico
- Alberto Cracco — padre Mario
- Pietro Biondi — Francesco Cossiga
- Gaetano Balistreri — Tommaso Buscetta
- Domenico Centamore — Balduccio Di Maggio
- Enzo Rai — Totò Riina
- Fanny Ardant — esposa do embaixador francês (não creditada)